# Suy giảm ozon

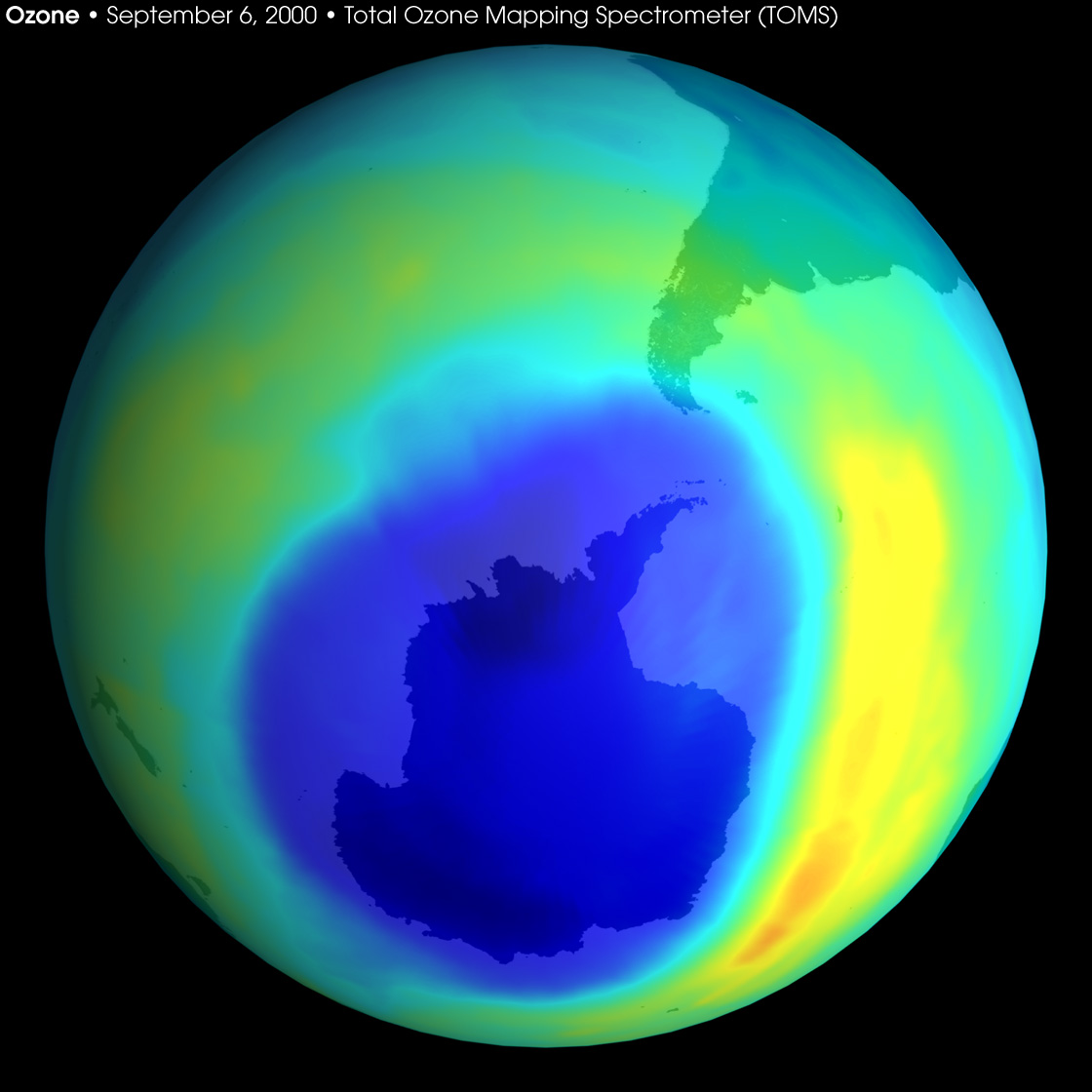
Hình chụp lỗ thủng ozon lớn nhất ở Nam Cực từ trước đến nay vào tháng 9 năm 2000.

Sự suy giảm tầng ozon bao gồm hai sự kiện liên quan được quan sát thấy kể từ cuối những năm 1970: sự giảm đều đặn khoảng 4% tổng lượng ozon trong bầu khí quyển của Trái Đất (tầng ozon) và sự sụt giảm lớn hơn nhiều vào mùa xuân của ozon tầng bình lưu xung quanh các vùng cực của Trái Đất. Hiện tượng sụt giảm ozone tại các vùng cực được gọi là lỗ thủng ozon. Ngoài các sự kiện tầng bình lưu này còn có các sự kiện suy giảm tầng ozon ở tầng đối lưu tại các cực vào mùa xuân.
Nguyên nhân chính của sự suy giảm tầng ozon và lỗ thủng ozon là do các hóa chất được hình thành trong sản xuất, đặc biệt là chất làm lạnh halocarbon, dung môi, thuốc phóng và tác nhân tạo bọt (các chất chlorofluorocarbon (CFCs), HCFCs, haloalkan), được gọi là các chất làm suy giảm tầng ozon (ozone-depleting substances, ODS). Các hợp chất này được đưa vào tầng bình lưu bằng cách trộn một cách hỗn loạn sau khi phát ra từ bề mặt, tốc độ trộn nhanh hơn nhiều so với tốc độ các phân tử có thể lắng xuống. Khi ở trong tầng bình lưu, chúng giải phóng các nguyên tử từ nhóm halogen thông qua quá trình phân ly quang học, việc này trở thành xúc tác cho sự phân hủy ozon (O3) thành oxy (O2). Cả hai loại suy giảm tầng ozon đều làm gia tăng khi lượng khí thải halocarbon tăng lên.
Sự suy giảm tầng ozon và lỗ thủng tầng ozon đã gây ra mối lo ngại trên toàn thế giới về việc gia tăng nguy cơ ung thư và các tác động tiêu cực khác. Tầng ozon ngăn chặn hầu hết các bước sóng có hại của tia cực tím (UV) đi qua bầu khí quyển của Trái Đất. Những bước sóng này gây ra ung thư da, cháy nắng, mù vĩnh viễn và đục thủy tinh thể, được dự đoán là sẽ tăng lên đáng kể do tầng ozon loãng, cũng như gây hại cho thực vật và động vật. Những lo ngại này đã dẫn đến việc thông qua Nghị định thư Montreal vào năm 1987, cấm sản xuất CFC, halogen và các hóa chất khác làm suy giảm tầng ozon.
Lệnh cấm này có hiệu lực từ năm 1989. Mức độ ozon ổn định vào giữa những năm 1990 và bắt đầu phục hồi vào những năm 2000, khi sự dịch chuyển của dòng tia ở bán cầu nam về phía cực nam đã dừng lại và thậm chí có thể đảo ngược. Sự phục hồi dự kiến sẽ tiếp tục trong thế kỷ tới, và lỗ thủng ozon dự kiến sẽ đạt mức trước năm 1980 vào khoảng năm 2075. Vào năm 2019, NASA đã báo cáo rằng lỗ thủng ozon trở nên nhỏ nhất kể từ khi nó được phát hiện lần đầu tiên vào năm 1982.
Nghị định thư Montreal được coi là thỏa thuận quốc tế về môi trường thành công nhất cho đến nay.

## Tổng quan về chu kỳ ozone

Chu kỳ ozon

Có ba dạng (hoặc thù hình) của oxy tham gia vào chu trình ozon-ôxy : nguyên tử oxy (O hoặc ôxy nguyên tử), khí oxy (O
2), và khí ozone (O
3). Ozone được hình thành trong tầng bình lưu khi các phân tử ôxy phân ly do quang năng sau khi hấp thụ các photon tử ngoại. Quá trình này chuyển đổi một O
2 thành hai gốc oxy nguyên tử. Các gốc oxy nguyên tử sau đó kết hợp với phân tử O
2 để tạo ra hai phân tử O
3. Các phân tử ozone này hấp thụ tia cực tím (UV), sau đó ozone phân tách thành phân tử O
2 và một nguyên tử oxy. Nguyên tử ôxy sau đó tham gia với một phân tử ôxy để tạo ra ozone. Đây là một quá trình liên tục, kết thúc khi một nguyên tử oxy tái kết hợp với một phân tử ozon để tạo ra hai phân tử O
2.
O + O
3 → 2 O
2
Tổng lượng ozone trong tầng bình lưu được xác định bởi sự cân bằng giữa sản xuất quang hóa và việc tái tổ hợp trên.
Ozone có thể bị phá hủy bởi một số chất xúc tác gốc tự do; quan trọng nhất là gốc hydroxyl (OH·), gốc oxit nitric (NO·), gốc clo (Cl·) và gốc brom (Br·). Dấu chấm là ký hiệu để chỉ ra rằng mỗi gốc có một electron chưa ghép đôi và do đó phản ứng cực kỳ mạnh. Tất cả những gốc tự do này đều có nguồn gốc tự nhiên và nhân tạo; hiện tại, hầu hết OH· và NO· trong tầng bình lưu là tự nhiên, nhưng hoạt động của con người đã làm tăng đáng kể hàm lượng clo và brom. Các nguyên tố này được tìm thấy trong các hợp chất hữu cơ ổn định, đặc biệt là chlorofluorocarbon, vốn có thể đi đến tầng bình lưu mà không bị phá hủy ở tầng đối lưu do khả năng phản ứng thấp. Khi ở trong tầng bình lưu, các nguyên tử Cl và Br được giải phóng khỏi các hợp chất mẹ do tác động của tia cực tím, ví dụ:
CFCl
3 + bức xạ điện từ → Cl· +·CFCl
2

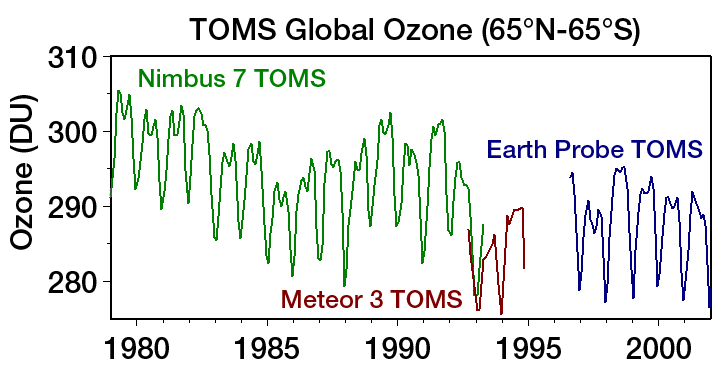
Tổng lượng ozone trung bình hàng tháng trên toàn cầu

Ozone là một phân tử có khả năng phản ứng cao, dễ dàng khử thành dạng oxy ổn định hơn với sự hỗ trợ của chất xúc tác. Các nguyên tử Cl và Br phá hủy các phân tử ozon thông qua nhiều chu trình xúc tác khác nhau. Trong ví dụ đơn giản nhất của một chu kỳ như vậy, một nguyên tử clo phản ứng với một phân tử ozone (O
3), lấy một nguyên tử oxy để tạo thành clo monocide (ClO) và để lại một phân tử oxy (O
2). ClO có thể phản ứng với phân tử ozone thứ hai, giải phóng nguyên tử clo và tạo ra hai phân tử ôxy. Viết tắt hóa học cho các phản ứng pha khí này là:
- Cl· + O
3 → ClO + O
2 Một nguyên tử clo loại bỏ một nguyên tử oxy khỏi phân tử ozon để tạo ra phân tử ClO
- ClO + O
3 → Cl· + O
2 ClO này cũng có thể loại bỏ một nguyên tử ôxy từ một phân tử ozon khác; clo tự do lặp lại chu trình hai bước này

Ảnh hưởng tổng thể của hai phản ứng này là làm giảm lượng ozone, mặc dù tốc độ của các quá trình này có thể giảm do tác động của các chu kỳ rỗng. Các cơ chế phức tạp hơn cũng đã được phát hiện dẫn đến sự phá hủy ozone ở tầng bình lưu thấp hơn.
Một nguyên tử clo duy nhất sẽ liên tục phá hủy ozone (do là chất xúc tác) trong tối đa hai năm (quy mô thời gian để vận chuyển trở lại tầng đối lưu) ngoại trừ các phản ứng loại bỏ nó khỏi chu trình này bằng cách hình thành các chất chứa như hydro clorua (HCl) và clo nitrat (ClONO
2). Brom thậm chí còn hiệu quả hơn clo trong việc phá hủy ozone theo tỷ lệ trên mỗi nguyên tử, nhưng lượng brom trong khí quyển hiện nay ít hơn nhiều. Cả clo và brom đều góp phần đáng kể vào sự suy giảm tổng thể tầng ozone. Các nghiên cứu trong phòng thí nghiệm cũng chỉ ra rằng các nguyên tử flo và iốt tham gia vào các chu trình xúc tác tương tự. Tuy nhiên, các nguyên tử flo phản ứng nhanh với nước và metan để tạo thành HF liên kết mạnh với tầng bình lưu của Trái Đất, trong khi các phân tử hữu cơ chứa iốt phản ứng rất nhanh trong tầng thấp của bầu khí quyển nên chúng không đến được tầng bình lưu với số lượng đủ lớn.
Một nguyên tử clo có thể phản ứng với trung bình 100.000 phân tử ozon trước khi nó bị loại bỏ khỏi chu trình xúc tác. Thực tế này cộng với lượng clo thải vào khí quyển hàng năm thông qua các chất chlorofluorocarbon (CFCs) và hydrochlorofluorocarbon (HCFCs) cho thấy sự nguy hiểm của CFC và HCFC đối với môi trường.

## Lịch sử nghiên cứu
Năm 1970 giáo sư Paul Crutzen chỉ ra khả năng các oxide của nitơ từ phân bón và máy bay siêu thanh có thể làm thâm thủng tầng ozon.
Năm 1974 Frank Sherwood Rowland và Mario J. Molina nhận biết các CFC, giống như các khí khác, là chất xúc tác có hiệu quả cao khi phá vỡ các phân tử ozon.
James Lovelock (tác giả nổi tiếng của giả thuyết Gaia), trong chuyến đi biển Nam Đại Tây Dương vào năm 1971, khám phá rằng phần lớn các thành phần của CFC từ khi phát minh ra chúng vào năm 1930 vẫn còn tồn tại trong bầu khí quyển.
Crutzen, Rowland và Molina nhận giải thưởng Nobel về Hóa học năm 1995 cho những công trình của mình. Dựa trên các công trình của họ, các nhà khoa học dự tính nếu lượng sản xuất CFC tiếp tục tăng hằng năm 10% cho đến năm 1990 và sau đó không đổi, các khí CFC sẽ làm giảm 5% đến 10% lượng ozon toàn cầu vào năm 1995 và 30% đến 50% vào năm 2050.
Mặc dù vậy, lỗ thủng ozon ở Nam Cực với 91 đơn vị Dobson do Farman, Gardiner và Shanklin khám phá (đăng trên báo Nature vào tháng 5 năm 1985) vẫn là một sự kiện ngạc nhiên. Trong tầng bình lưu giá lạnh ở Nam Cực các phản ứng hóa học trong các đám mây tầng bình lưu ở địa cực gây nên sự thâm thủng nhanh hơn dự đoán, gây sự chú ý của toàn cầu.
Cùng thời gian đó, đo đạc từ vệ tinh nhân tạo cho thấy ozon bị thâm thủng nặng ở Nam Cực. Mặc dù vậy, các dữ kiện này đầu tiên bị coi là vô lý và bị bác bỏ bởi các thuật toán kiểm tra chất lượng dữ kiện (chúng bị xem là lỗi và bị sàng lọc ra vì các trị nhỏ ngoài dự đoán); lỗ thủng ozon chỉ được khám phá qua các dữ liệu của vệ tinh khi các dữ liệu thô được xử lý lại sau khi lỗ thủng ozon được chứnh minh qua quan sát tại chỗ.
Thâm thủng ozon được quan sát thấy trên toàn cầu nhưng nhiều nhất là ở các vĩ độ cao (tức là gần các địa cực). Thí dụ được biết đến nhiều nhất là lớp ozon ở Nam Cực bị mỏng đi hằng năm vào mùa xuân ở địa cực.
Từ năm 1981 UNEP bảo trợ cho một loạt các báo cáo về đánh giá khoa học sự thâm thủng ozon. Bản mới nhất là của năm 2002.

## Các quan sát

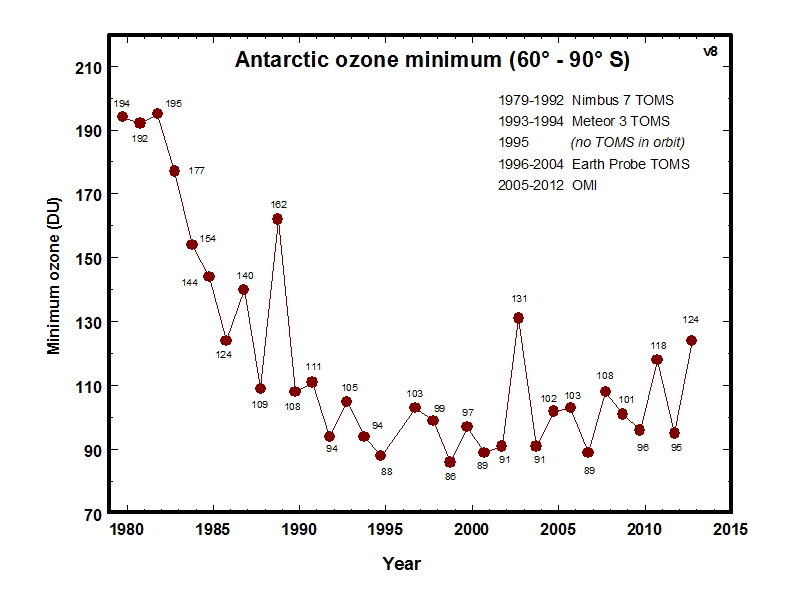
Mức ozon tối thiểu hằng năm trong lỗ thủng ozon ở Nam Cực

Phần lớn các giảm sút ozon được công bố thuộc về phần phía dưới của tầng bình lưu. Tuy vậy, lỗ hổng ozon thường không được đo bằng nồng độ của ozon ở độ cao này (chỉ vào khoảng vài phần triệu – parts per million) mà qua giảm sút của cột ozon trên một điểm ở mặt đất, thường được thể hiện bằng đơn vị Dobson. Dùng các thiết bị như Total Ozone Mapping Spectrometer (TOMS) người ta đã quan sát thấy cột ozon giảm sút rõ rệt trong mùa xuân và đầu hè ở Nam cực so sánh với thập niên 1970 và trước đó.
Sự sụt giảm tới 70% trong cột ozon được quan sát thấy ở vùng biển (bán cầu nam) mùa xuân trên Nam Cực và được báo cáo lần đầu tiên vào năm 1985 (Farman và cộng sự) đang tiếp tục. Tổng lượng ozon ở Nam Cực trong tháng 9 và tháng 10 tiếp tục thấp hơn 40–50 phần trăm so với giá trị lượng tại lỗ thủng ozon kể từ những năm 1990. Các xu hướng "chữa lành" lỗ thủng này đã được báo cáo vào năm 2016. Năm 2017, NASA thông báo rằng lỗ thủng tầng ozon yếu nhất kể từ năm 1988 do điều kiện ấm của tầng bình lưu. Dự kiến lỗ thủng này sẽ được phục hồi vào khoảng năm 2070.
Lượng ozon bị mất đi thay đổi theo từng năm ở Bắc Cực hơn là ở Nam Cực. Sự suy giảm mạnh nhất ở Bắc Cực là vào mùa đông và mùa xuân, lên tới 30% khi tầng bình lưu lạnh nhất.
Các phản ứng diễn ra trên các đám mây tầng bình lưu ở cực (PSCs) đóng một vai trò quan trọng trong việc tăng cường sự suy giảm tầng ozon. PSC hình thành dễ dàng hơn trong cái lạnh khắc nghiệt của tầng bình lưu Bắc Cực và Nam Cực. Đây là lý do tại sao các lỗ thủng ozon lần đầu tiên hình thành và mạnh nhất ở Nam Cực. Các mô hình ban đầu không tính đến PSC và dự đoán sự suy giảm dần dần trên toàn cầu, đó là lý do tại sao việc xuất hiện đột ngột của lỗ thủng tầng ozon ở Nam Cực gây ngạc nhiên cho nhiều nhà khoa học.
Nói chính xác thì sự suy giảm tầng ozon ở các vĩ độ trung bình xuất hiện nhiều hơn là các lỗ hổng. Tổng ozon trong các cột đo được đã giảm xuống dưới giá trị trước năm 1980 trong khoảng thời gian từ 1980 đến 1996 ở các vĩ độ trung bình. Ở các vĩ độ trung bình phía bắc, lượng ozon sau đó đã tăng từ giá trị tối thiểu khoảng 2% từ năm 1996 đến năm 2009 khi các quy định có hiệu lực và lượng clo trong tầng bình lưu giảm. Ở các vĩ độ trung bình của Nam bán cầu, tổng lượng ozon không đổi trong khoảng thời gian đó. Không có xu hướng thay đổi nào đáng kể nào ở vùng nhiệt đới, phần lớn là do các hợp chất chứa halogen chưa có thời gian để phá vỡ và giải phóng các nguyên tử clo và brom ở các vĩ độ nhiệt đới.
Các vụ phun trào núi lửa lớn đã được chứng minh là có tác động đáng kể đến tầng ozon mặc dù tác động làm suy giảm tầng ozon không đồng đều, như được quan sát thấy với vụ phun trào năm 1991 của núi Pinatubo ở Philippines.
Sự suy giảm tầng ozon cũng giải thích phần lớn sự giảm nhiệt độ của tầng bình lưu và tầng đối lưu trên. Nguồn gốc của sự ấm áp của tầng bình lưu là sự hấp thụ bức xạ cực tím của ozon, do đó ozon giảm dẫn đến làm mát. Một số quá trình làm mát ở tầng bình lưu cũng được dự đoán do sự gia tăng các khí nhà kính như CO
2 và bản thân các khí CFC; tuy nhiên, sự làm lạnh do ozon tạo ra dường như chiếm ưu thế.
Dự đoán về mức ozon vẫn còn khó khăn, nhưng độ chính xác của các dự đoán của các mô hình về các giá trị quan sát và sự thống nhất giữa các kỹ thuật mô hình khác nhau đã tăng đều đặn. Dự án Giám sát và Nghiên cứu ozon Toàn cầu của Tổ chức Khí tượng Thế giới — Báo cáo số 44 ủng hộ Nghị định thư Montreal, nhưng lưu ý rằng Đánh giá của UNEP năm 1994 đã đánh giá quá cao sự mất mát ozon trong giai đoạn 1994–1997.

### Hóa chất trong khí quyển

#### CFC và các hợp chất liên quan trong khí quyển
Các chlorofluorocarbon (CFCs) và các chất làm suy giảm tầng ozon halogen hóa khác (ODS) là nguyên nhân chính gây ra sự suy giảm tầng ozon do con người tạo ra. Tổng lượng halogen hiệu dụng (clo và brom) trong tầng bình lưu có thể được tính toán và được gọi là lượng clo hữu hiệu tương đương ở tầng bình lưu (EESC).
CFC với tư cách làm chất làm lạnh được Thomas Midgley, Jr. phát minh vào những năm 1930. Chúng được sử dụng trong điều hòa không khí và các thiết bị làm mát, làm chất đẩy phun aerosol trước những năm 1970, và trong quy trình làm sạch các thiết bị điện tử tinh vi. Chúng cũng xuất hiện như là sản phẩm phụ của một số quá trình hóa học. Không có nguồn khai thác tự nhiên quan trọng nào cho các hợp chất này - sự hiện diện của chúng trong khí quyển hầu như do con người sản xuất. Như đã đề cập ở trên, khi các hóa chất làm suy giảm tầng ozon đến tầng bình lưu, chúng sẽ bị tia cực tím phân ly để giải phóng các nguyên tử clo. Các nguyên tử clo hoạt động như một chất xúc tác, và mỗi nguyên tử có thể phá vỡ hàng chục nghìn phân tử ozon trước khi bị loại bỏ khỏi tầng bình lưu. Với tuổi thọ của các phân tử CFC, thời gian phục hồi tầng ozon được tính bằng thập kỷ. Người ta tính rằng một phân tử CFC mất trung bình khoảng 5 đến 7 năm để đi từ tầng mặt đất lên đến tầng trên của bầu khí quyển, và nó có thể ở đó khoảng một thế kỷ, phá hủy tới một trăm nghìn phân tử ozone trong thời gian đó.
1,1,1-Trichloro-2,2,2-trifluoroethane, còn được gọi là CFC-113a, là một trong bốn chất hóa học nhân tạo mới được phát hiện trong khí quyển bởi một nhóm nghiên cứu tại Đại học East Anglia. CFC-113a là loại CFC duy nhất được biết đến có lượng khí dồi dào trong khí quyển vẫn đang tăng lên. Nguồn gốc của nó vẫn còn là một bí ẩn, nhưng việc sản xuất bất hợp pháp bị một số người nghi ngờ. CFC-113a dường như đã được tích lũy mà không suy giảm kể từ năm 1960. Từ năm 2012 đến năm 2017, nồng độ của khí này trong khí quyển đã tăng 40%.
Một nghiên cứu của một nhóm các nhà nghiên cứu quốc tế được công bố trên tạp chí Nature cho thấy từ năm 2013, khí thải chủ yếu từ Đông Bắc Trung Quốc đã giải phóng một lượng lớn hóa chất bị cấm Chlorofluorocarbon-11 (CFC-11) vào bầu khí quyển. Các nhà khoa học ước tính rằng nếu không có hành động nào, lượng khí thải CFC-11 này sẽ làm trì hoãn quá trình phục hồi lỗ thủng tầng ozon tới một thập kỷ.

### Mô hình máy tính
Các nhà khoa học đã cho rằng sự suy giảm tầng ozon là do sự gia tăng của các hợp chất halogen nhân tạo từ CFC bằng cách kết hợp dữ liệu quan sát với các mô hình máy tính. Các mô hình vận chuyển hóa học phức tạp này (ví dụ: SLIMCAT, CLaMS - mô hình Lagrange hóa học của tầng bình lưu) hoạt động bằng cách kết hợp các phép đo hóa chất và trường khí tượng với các hằng số tốc độ phản ứng hóa học. Họ xác định các phản ứng hóa học chính và các quá trình vận chuyển đưa các sản phẩm quang phân CFC tiếp xúc với ozone.

## Các nguyên nhân của lỗ thủng ozon

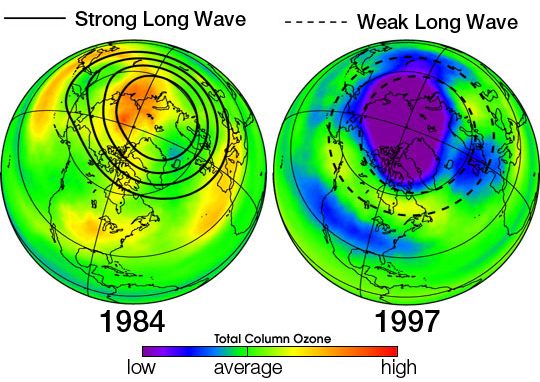
Lỗ thủng tầng ozon ở Bắc Mỹ trong suốt năm 1984 (ấm bất thường, làm giảm sự suy giảm tầng ozon) và năm 1997 (lạnh bất thường, dẫn đến gia tăng sự suy giảm theo mùa). Nguồn: NASA

Lỗ thủng ozon ở Nam Cực là một khu vực của tầng bình lưu ở Nam Cực, trong đó mức ozon gần đây đã giảm xuống mức thấp nhất, chỉ còn 33% so với giá trị trước đó năm 1975. Lỗ thủng tầng ozon xảy ra vào mùa xuân ở Nam Cực, từ tháng 9 đến đầu tháng 12, khi gió Tây mạnh bắt đầu lưu thông quanh lục địa này và tạo ra một bình chứa khí quyển. Trong vòng xoáy địa cực này, hơn 50 phần trăm ozon ở tầng bình lưu thấp hơn bị phá hủy trong mùa xuân ở Nam Cực.
Như đã giải thích ở trên, nguyên nhân chính của sự suy giảm tầng ozon là sự hiện diện của các khí nguồn chứa clo (chủ yếu là CFC và các halocarbon liên quan). Khi có tia cực tím, các khí này phân ly, giải phóng các nguyên tử clo, sau đó trở thành chất xúc tác phá hủy ozon. Sự suy giảm tầng ozon do Cl xúc tác có thể diễn ra trong pha khí, nhưng nó được tăng cường đáng kể khi có các đám mây tầng bình lưu ở cực (PSC).
Những đám mây ở tầng bình lưu ở hai cực này hình thành trong mùa đông, trong điều kiện cực kỳ lạnh giá. Mùa đông vùng cực là bóng tối, bao gồm ba tháng không có bức xạ mặt trời (ánh sáng mặt trời). Việc thiếu ánh sáng mặt trời góp phần làm giảm nhiệt độ và các xoáy cực bẫy và làm lạnh không khí. Nhiệt độ dao động xung quanh hoặc dưới −80 °C. Những nhiệt độ thấp này tạo thành các hạt mây. Có ba loại mây PSC — mây trihydrat axit nitric, mây băng nước làm lạnh chậm và mây băng nước (xà cừ) làm lạnh nhanh — cung cấp bề mặt cho các phản ứng hóa học mà các sản phẩm của chúng, vào mùa xuân sẽ dẫn đến phá hủy tầng ozon.
Các quá trình quang hóa liên quan rất phức tạp nhưng được hiểu rất rõ. Quan sát chính là, thông thường, hầu hết clo trong tầng bình lưu nằm trong các hợp chất "hồ chứa", chủ yếu là clo nitrat ( ClONO
2) cũng như các sản phẩm cuối cùng ổn định như HCl. Sự hình thành các sản phẩm cuối cùng về cơ bản loại bỏ Cl từ quá trình suy giảm tầng ozon. Trình tự đầu tiên cô lập Cl, mà sau này có thể được tạo ra nhờ sự hấp thụ ánh sáng ở bước sóng ngắn hơn 400 nm. Tuy nhiên, trong suốt mùa đông và mùa xuân ở Nam Cực, các phản ứng trên bề mặt của các hạt đám mây ở tầng bình lưu ở cực chuyển đổi các hợp chất "hồ chứa" này thành các gốc tự do phản ứng (Cl và ClO). Quá trình khử nitơ là quá trình các đám mây loại bỏ NO
2 từ tầng bình lưu bằng cách chuyển nó thành axit nitric trong các hạt PSC, sau đó chúng bị mất đi do lắng đọng. Điều này ngăn không cho ClO mới hình thành chuyển đổi trở lại thành ClONO
2.
Vai trò của ánh sáng mặt trời đối với sự suy giảm tầng ozon là lý do tại sao sự suy giảm tầng ozon ở Nam Cực diễn ra mạnh nhất vào mùa xuân. Trong mùa đông, mặc dù PSC ở mức dồi dào nhất, nhưng không có ánh sáng nào trên cột ozon để thúc đẩy các phản ứng hóa học. Tuy nhiên, trong suốt mùa xuân, ánh sáng mặt trời quay trở lại và cung cấp năng lượng để thúc đẩy các phản ứng quang hóa và làm tan chảy các đám mây ở tầng bình lưu ở cực, giải phóng một lượng đáng kể ClO, dẫn đến cơ chế lỗ thủng. Nhiệt độ ấm lên hơn nữa vào gần cuối mùa xuân phá vỡ vòng xoáy vào khoảng giữa tháng 12. Do không khí ấm, luồng không khí tràn đầy ozon và NO
2 chảy từ các vĩ độ thấp hơn lên các vĩ độ cao, các chất PSC bị phá hủy, quá trình suy giảm tầng ozon tăng cường ngưng lại và lỗ thủng ozon bị đóng lại.
Hầu hết ozon bị phá hủy nằm ở tầng bình lưu thấp hơn, ngược lại với sự suy giảm ozon nhỏ hơn nhiều thông qua các phản ứng pha khí đồng nhất, xảy ra chủ yếu ở tầng bình lưu trên.

### Quan tâm đến sự suy giảm tầng ozon
Công chúng nhận thức sai và hiểu sai về các vấn đề phức tạp như suy giảm tầng ozon là phổ biến. Kiến thức khoa học hạn chế của công chúng đã dẫn đến sự nhầm lẫn về sự nóng lên toàn cầu hoặc nhận thức về sự nóng lên toàn cầu như một tập hợp con của "lỗ thủng ozon". Ban đầu, các tổ chức phi chính phủ xanh cổ điển đã hạn chế sử dụng CFC để vận động tranh cử, vì họ cho rằng chủ đề này quá phức tạp. Họ trở nên tích cực hơn nhiều sau đó, ví dụ như sự hỗ trợ của Greenpeace cho tủ lạnh không chứa CFC do công ty VEB dkk Scharfenstein của Đông Đức trước đây sản xuất.
Các phép ẩn dụ được sử dụng trong các cuộc thảo luận về CFC (lá chắn ozon, lỗ thủng ozon) là không "chính xác" theo nghĩa khoa học. "Lỗ thủng ozon" giống một chỗ lõm hơn, kiểu như "một lỗ thủng trên kính chắn gió". ozon không biến mất, cũng như không có sự "mỏng" đồng đều của tầng ozon. Tuy nhiên, các cách gọi này gây được tiếng vang tốt hơn đối với những người không hiểu biết về khoa học. Lỗ thủng tầng ozon được coi là "vấn đề nóng" và nguy cơ sắp xảy ra vì người dân lo ngại những hậu quả cá nhân nghiêm trọng như ung thư da, đục thủy tinh thể, thiệt hại cho thực vật và giảm số lượng sinh vật phù du trong vùng nước biển nông của đại dương. Không chỉ ở cấp độ chính sách, quy định về ozon so với biến đổi khí hậu được đánh giá tốt hơn nhiều trong dư luận. Người Mỹ đã tự nguyện từ bỏ bình xịt aerosol trước khi luật được thực thi, trong khi biến đổi khí hậu không đạt được mối quan tâm tương đương và hành động cụ thể của công chúng. Việc xác định đột ngột vào năm 1985 rằng có một "lỗ hổng" ozon đáng kể đã được báo chí đưa tin rộng rãi. Sự suy giảm tầng ozon đặc biệt nhanh chóng ở Nam Cực trước đây đã bị coi là một lỗi đo lường. Sự đồng thuận khoa học được thiết lập sau khi có các quy định được đưa ra.

## Hậu quả
Vì tầng ozon hấp thụ tia cực tím từ mặt trời, giảm sút tầng ozon dự đoán sẽ làm tăng cường độ tia cực tím ở bề mặt Trái Đất, có thể dẫn đến nhiều thiệt hại bao gồm cả gia tăng bệnh ung thư da. Đấy là lý do dẫn đến Nghị định thư Montreal. Mặc dù các giảm sút của ozon ở tầng bình lưu gắn liền với các CFC và có nhiều lý lẽ trên lý thuyết để tin rằng giảm sút ozon sẽ dẫn đến tăng tia cực tím trên bề mặt Trái Đất, chưa có nhiều quan sát trực tiếp chứng minh liên hệ giữa giảm sút ozon và gia tăng tỷ lệ phát bệnh ung thư da ở con người.

### Gia tăng tia cực tím vì lỗ thủng ozon
Mặc dù chỉ là một thành phần nhỏ của khí quyển, ozon có vai trò chính trong việc hấp thụ phần lớn tia bức xạ cực tím. Lượng bức xạ cực tím xuyên qua lớp ozon giảm theo hàm mũ với độ dày đặc của lớp ozon. Do đó việc giảm ozon trong không khí được dự đoán sẽ cho phép tăng mức độ các tia cực tím ở gần mặt đất một cách đáng kể.
Việc tăng các bức xạ của tia cực tím trên bề mặt Trái Đất vì lỗ thủng ozon chỉ có thể suy ra một phần từ các mô hình tính toán di chuyển nhưng chưa có thể tính toán từ các đo lường trực tiếp vì thiếu các dữ liệu lịch sử (thời kỳ trước lỗ thủng) đáng tinh cậy của tia cực tím mặc dù có nhiều chương trình mới đo lường quan sát tia cực tím trên bề mặt.
Bởi vì cũng chính những tia cực tím chiếm vị trí đầu tiên trong việc tạo thành ozon trong lớp ozon ở tầng bình lưu bằng oxy, giảm bớt ozon ở tầng bình lưu sẽ tạo ra xu hướng gia tăng các quá trình quang hóa sản xuất ozon ở tầng thấp hơn (tầng đối lưu).

### Các tác động sinh học do tăng cường tia cực tím
Mối quan tâm chính của dư luận về lỗ thủng ozon là các tác động của ozon đến sức khỏe con người. Khi lỗ thủng ozon trên Nam Cực tăng to đến mức bao phủ các phần phía nam của Úc và New Zealand, những người bảo vệ môi trường lo rằng các tia cực tím trên bề mặt Trái Đất có thể gia tăng đáng kể.
Các tia bức xạ cực tím có năng lượng cao được hấp thụ bởi ozon được công nhận chung là một yếu tố tham gia tạo thành các khối u ác tính (ung thư da). Thí dụ như theo một nghiên cứu, tăng 10% các tia cực tím có năng lượng cao được liên kết với tăng 19% các khối u ác tính ở đàn ông và 16% ở phụ nữ.
Cho đến nay thâm thủng ozon ở phần lớn các địa điểm tiêu biểu chỉ vào khoảng vài phần trăm. Nếu sự thâm thủng ở mức độ cao được quan sát thấy ở lỗ thủng ozon trở thành chung cho toàn cầu, các tác động thực chất có thể sẽ tăng nhiều hơn nữa. Thí dụ như một nghiên cứu mới đây đã phân tích cho thấy việc tiêu hủy rộng lớn các phiêu sinh vật 2 triệu năm trước đây trùng khớp với một sao băng đến gần. Các nhà nghiên cứu cho rằng sự hủy diệt được gây ra bởi vì lớp ozon suy yếu đi trong thời gian này khi các bức xạ từ sao băng tạo thành các oxide của nitơ làm chất xúc tác phá hủy ozon (các phiêu sinh vật đặc biệt rất nhạy đối với tác động của tia cực tím và rất quan trọng trong dây chuyền thức ăn dưới biển.
Tăng cường bức xạ tia cực tím có thể cũng ảnh hưởng đến mùa màng. Sản lượng nhiều loại cây trồng có tầm quan trọng về kinh tế như lúa phụ thuộc vào quá trình cố định nitơ của vi khuẩn lam cộng sinh ở rễ cây, mà vi khuẩn lam rất nhạy cảm với ánh sáng cực tím và có thể bị chết khi hàm lượng tia cực tím gia tăng.
Bên cạnh các ảnh hưởng trực tiếp của bức xạ cực tím đối với sinh vật, gia tăng tia cực tím trên bề mặt sẽ làm gia tăng lượng ozon ở tầng đối lưu. Ở mặt đất ozon thông thường được công nhận là một yếu tố gây nguy hiểm đến sức khỏe vì ozon có độc tính thể theo tính chất oxy hóa mạnh. Vào thời điểm này ozon trên mặt đất được tạo thành chủ yếu qua tác dụng của bức xạ cực tím đối với các khí thải từ xe cộ.

## Tương lai của sự giảm sút ozon
Chấp nhận và củng cố Nghị định thư Montreal đã làm giảm thải các khí CFC, nồng độ phần lớn các hợp chất quan trọng trong khí quyển đang giảm đi. Các chất này đang được giảm dần trong khí quyển. Vào năm 2015 lỗ thủng ozon ở Nam Cực sẽ chỉ giảm đi khoảng một triệu km² trên 25 triệu km²; tầng ozon Nam Cực phục hồi hoàn toàn nhanh nhất là vào năm 2050 hay chậm hơn.
Mặc dù vậy vẫn còn một cảnh báo nhỏ. Sưởi ấm toàn cầu từ CO2 được dự đoán sẽ làm lạnh tầng bình lưu. Hâu quả của việc này là một gia tăng tương đối của thâm thủng ozon và chu kỳ của các lỗ thủng. Lỗ thủng ozon được tạo thành là do có các đám mây tầng bình lưu trên địa cực; tạo thành các đám mây này lại có một nhiệt độ giới hạn mà trên nhiệt độ đó các đám mây sẽ không được tạo thành. Tầng bình lưu ở Bắc Cực lạnh đi có thể sẽ mang lại các điều kiện tương tự như các điều kiện gây ra lỗ thủng ở Nam Cực. Thế nhưng hiện nay, điều này vẫn còn chưa rõ ràng.